# 平舒県 (山西省)
平舒県（へいじょ-けん）は中華人民共和国山西省にかつて存在した県。現在の大同市広霊県西部に相当する。
前漢により設置され、南北朝時代、北魏により廃止された。